# 70式戰車回收車
70式戰車回收車是陸上自衛隊使用61式戰車車體製成的裝甲回收車。由於車體相同所以移動力和性能都和61式戰車一樣。61式戰車牽引設計能力又和二戰時的M4雪曼或M24霞飛坦克差不多。基本上有考慮戰鬥環境所以配置了12.7mm重機槍槍架、和用於煙霧彈投射的64式81mm迫擊砲。
陸上自衛隊也有使用美軍M4戰車車體改裝的M32戰車回收車存在。但是和70式戰車回收車比較之下M32戰車回收車操縱性困難很多，還是本車較好。
全製造數量只有少少的4輛存在但是意外有多數自衛隊員看過本車而成為著名裝備。因為當時用輪調的方式在全國配置服役。晚年時在特科職種（砲兵）自走砲部隊活躍。

## 牽引吊起能力
牽引能力
前方牽引力：35 t
後方牽引力：18 t
牽引走行力：20 t
吊起能力
前方吊起力：18 t
吊起且可移動：12 t

## 相關連結
- 裝甲回收車
- 吊車 (起重機)